# Engelsberg
Engelsberg é um município da Alemanha, situado no distrito de Traunstein, no estado da Baviera. Tem 34,18 km² de área, e sua população em 2019 foi estimada em 2.561 habitantes.